# Georg Friedrich Hammer
Georg Friedrich Hammer (* 5. Mai 1694 in Eilenburg; † 3. Februar 1751 in Rabenau) war ein deutscher Theologe, Schriftsteller und Historiker.

## Leben
Hammer wurde in Eilenburg an der Mulde als Sohn von Georg Friedrich Hammer (1656–1710), dem gleichnamigen Diakon der Eilenburger Bergkirche geboren, welcher aus Schlesien stammte. Er besuchte ab 1708 die Kreuzschule in Dresden. Nach dem frühen Tod des Vaters war er allerdings bald von verschiedenen Wohltätern abhängig, welche ihm Kost und Logie boten. Er studierte zunächst in Leipzig (1713–1715), dann in Wittenberg. Das Studium schloss er schließlich als Magister ab und wurde zunächst Hauslehrer.
Im Jahre 1727 heiratete er die älteste Tochter des Eilenburger Bürgermeisters und übernahm die vakante Stelle eines Diakons in Elsterwerda. Nachdem er bereits zuvor einige geistliche Schriften hatte drucken lassen, befasste er sich hier sich mit der lokalen Geschichte und verfasste mit der Elsterwerdensia eine erste handschriftliche Chronik der Stadt, deren Original sich heute in der Universitätsbibliothek Leipzig befindet. Im Jahre 1731 ging er nach Rabenau am Fuße des Osterzgebirges und war dort bis zu seinem Lebensende 1751 Pfarrer.

## Schriften (Auswahl)
- Dispvtatio historica breviter commemorans Crypto-Calvinianos Vitembergenses qvi post obitvm B. Lvtheri Vitembergam orthodoxiae sedem tvrbarvnt / praeside M. Io. Adamo Calo … examini sistet Georgivs Fridericvs Hammervs Ilebvrg. Misn. Wittenberg 1714 (Hochschulschrift).
- De Apotheosi a Stoicis affectata. 1717.
- Merckwürdigkeiten Von einigen guten Freunden Geist- und Weltlichen Standes Hrn. D. Martini Lutheri Sonderlich aber Von Hrn.Bartholomaeo Riesebergen Vormahls Predigern zu Magdeburg … / mit Fleiß aus … Heinrich Feustkings schrifftlichen Nachricht zusammen gelesen und mit einigen Notis literariis erläutert Von George Friedrich Hammer Minist. Candid. Isleb. Misn. Zimmermann, Wittenberg 1724.
- Nachricht und Gedanken von zehn Hoch-Ehrwürdigen Priester-Vätern, welche alle mit Freuden ihre liebwerthen Herrn Söhne noch bey ihren Lebzeiten in priesterlichen Schmuck gekleidet gesehen. Dresden 1724.
- Elsterwerdensia. 1727 (Handschriftliche Chronik der Stadt Elsterwerda[5]).
- Nachricht von den Freunden Lutheri... 1728.
- Erneuertes Andencken derer Rabenauischen Pastorum von 1539. biß 1741. Krause, Dresden 1742.